# Alfa

Alfa — majuskulní a minuskulní varianta

Alfa (majuskulní podoba Α, minuskulní
podoba α, řecký název ἄλφα) je první
písmeno řecké abecedy. V řecké číselné soustavě reprezentuje hodnotu 1.
Jak ve starořečtině, tak v moderní řečtině
reprezentuje otevřenou přední
nezaokrouhlenou samohlásku, tedy [a]IPA.
Vyvinulo se z něj písmeno A v latince i písmeno А
v cyrilici.
Občas bývá přeneseně používáno jako symbol začátku, zejména v kombinaci alfa a omega (poslední písmeno řecké abecedy), například ve známé pasáži z Nového Zákona, kde o sobě Bůh prohlašuje „Já jsem Alfa i Oméga, počátek i konec, první i poslední.“

## Použití
Velké alfa se obvykle jako symbol nepoužívá, protože je snadno zaměnitelné s písmenem A z latinky. Malé písmeno 'α' se používá jako symbol pro:
- alfa kanál v počítačové grafice
- alfa částici ve fyzice
- úhlové zrychlení ve fyzice
- konstantu jemné struktury ve fyzice
- nejjasnější hvězdu souhvězdí v Bayerově označení
- α-anomer, jeden z izomerů sacharidů
- Cronbachovo alfa, ukazatel vnitřní konzistence měření v psychometrice
- Coriolisovo číslo v hydraulice
- mutaci VOC-202012/01 koronaviru SARS-CoV-2, pocházející z Velké Británie, taktéž nazývanou jako B.1.1.7 nebo Brigita

## Reprezentace v počítači
V Unicode je podporováno
- jak majuskulní alfa
  - U+0391 GREEK CAPITAL LETTER ALPHA
- tak minuskulní alfa
  - U+03B1 GREEK SMALL LETTER ALPHA

V HTML je možné zapsat tyto znaky pomocí jejich Unicode čísla:
Α respektive α.
Majuskulní podobu je také možné zapsat pomocí HTML entity
Α, minuskulní podobu pomocí α
V prostředí LaTeXu je možné použít příkaz \alpha
pro minuskulní variantu, majuskulní se zapisuje pomocí písmene A z
latinky.